# Virgin Schallplatten
Virgin Schallplatten GmbH è la consociata tedesca della Virgin Records.

## Artisti della Virgin Schallplatten
- Culture Club
- Enigma
- Eurythmics
- Inner City
- Michael Cretu
- OOMPH!
- Paul Hardcastle
- Sandra
- The Human League
- The Prodigy
- UB40